# Jonas Samuelson
Jonas Samuelson, född 1968, är en svensk civilekonom och företagsledare.
Samuelson tillträdde som verkställande direktör för Electrolux den 1 februari 2016. Dessförinnan var han chef för affärsområdet Vitvaror Europa, Mellanöstern och Afrika och hade dessförinnan andra ledande positioner i företaget, bland annat som finanschef från år 2008. Samuelson kom till Electrolux från Munters, där han var finanschef. Han var tidigare ekonomichef inom General Motors, bland annat i Saab Automobile. Augusti 2024 meddelade Electrolux att Yannick Fierling ska ersätta Samuelson som verkställande direktör från och med 2025.